# 平野正雄
平野 正雄（ひらの まさお、1955年8月3日 - ）は日本の経営コンサルタント、実業家。早稲田大学商学学術院教授、東京大学大学院非常勤講師。ビジネスモデル学会会長。

## 来歴
- 横浜国立大学工学部卒。
- 東京大学大学院工学系研究科反応化学科修士課程修了。
- 1980年、日揮株式会社入社、プラントエンジニアリングの業務に従事。
- 1986年、スタンフォード大学大学院工学系経済工学修士号。
- 1987年（昭和62年）、マッキンゼー入社。
- テレコム、ハイテク、メディアから金融、医薬品、運輸輸送、消費財まで、幅広い産業分野でのプロジェクトを担当。コンサルティングの対象も経営課題全般に及び、全社戦略、企業買収、グローバル化、マーケティング、オペレーション、組織改革、コーポレートガバナンスなど、広範なテーマに従事。
- 1993年にマッキンゼー全社パートナー、1998年に全社ディレクター（シニア・パートナー）に就任。
- 1998年（平成10年）から2006年までマッキンゼー日本支社長。
- 2007年11月から、同胞の安達保と共にカーライル日本の共同代表をつとめる。
- 2008年、東京大学大学院工学博士。
- 2012年4月から、早稲田大学商学学術院教授。東京大学大学院非常勤講師なども兼務。

## 著作
- 監訳 『マッキンゼー 組織の進化 自立する個人と開かれた組織』 ダイヤモンド社 2003年
- 監訳 『マッキンゼー 経営の本質 意思と仕組み』 ダイヤモンド社 2004年
- 共著 『MBAビジネスデザイン 戦略設計の基本と応用』 日経BP社 2015年
- 『経営の針路ー世界の転換期で日本企業はどこを目指すか』 ダイヤモンド社 2017年7月